# 더라이프2
더라이프2(THE LIFE2)는 LG헬로비전에서 운영하고 있는 생활밀착형 예능 채널이다. 폐국된 더드라마를 이어 2020년 12월 15일에 개국했다.
한국에서는 2025년 10월 1일부터 LG헬로비전과 워너 브라더스 디스커버리의 합작회사 재편에 따라 방송채널사용사업자가 워너미디어 코리아로 이관한다.

## 같이 보기
- LG헬로비전
- 워너 브라더스 디스커버리
- 더라이프
- 디스커버리 채널
- TLC
- 카툰 네트워크
- 카투니토